# Fernando Giménez
Fernando Augusto Giménez Solís (Concepción, 10 luglio 1984) è un calciatore paraguaiano, centrocampista del Dep. Santaní.